# Campeonato manomanista 2000
La LV edición del Campeonato manomanista, máxima competición de pelota vasca en la variante de pelota mano profesional de primera categoría, se disputó en el año 2000. Fue organizada conjuntamente por Asegarce y ASPE, las dos principales empresas dentro del ámbito profesional de la pelota mano.
En esta edición se pudo ver una gran final entre los dos pelotaris que dominaban el mano a mano por aquel entonces, Beloki y Eugi, en esta ocasión la victoria fue para el delantero de Aoiz, Patxi Eugi. 

## Veinticuatroavos
| Fecha    | Frontón y localidad | Rojo          | Azul       | Tanteo |
| -------- | ------------------- | ------------- | ---------- | ------ |
| 19/03/00 |                     | Olaizola I    | Hirigoyen  | 22-16  |
| 19/03/00 |                     | Ariznabarreta | Rai        | 08-22  |
| 19/03/00 |                     | Patxi Ruiz    | Errasti    | 19-22  |
| 19/03/00 |                     | Santi         | Capellan   | 02-22  |
| 26/03/00 |                     | Berna         | Goñi III   | 16-22  |
| 26/03/00 |                     | Barriola      | Agirre     | ¿?-22  |
| 19/03/00 |                     | Olaizola II   | Esain      | 22-07  |
| 19/03/00 |                     | Zearra        | Errandonea | 22-17  |

## Dieciseisavos de final
| Fecha   | Frontón y localidad | Rojo        | Azul     | Tanteo |
| ------- | ------------------- | ----------- | -------- | ------ |
| 2/04/00 |                     | Olaizola I  | Rai      | 20-22  |
| 2/04/00 |                     | Errasti     | Capellán | 22-11  |
| 2/04/00 |                     | Goñi III    | Agirre   | 12-22  |
| 2/04/00 |                     | Olaizola II | Zearra   | 02-22  |

## Octavos de final
| Fecha    | Frontón y localidad | Rojo       | Azul    | Tanteo |
| -------- | ------------------- | ---------- | ------- | ------ |
| 15/04/00 |                     | Armendariz | Rai     | 22-20  |
| 16/04/00 |                     | Oskar Lasa | Errasti | 20-22  |
| 9/04/00  |                     | Goñi II    | Agirre  | 22-02  |
| 8/04/00  |                     | Nagore     | Zearra  | 22-19  |

## Cuartos de final
| Fecha    | Frontón y localidad | Rojo    | Azul       | Tanteo |
| -------- | ------------------- | ------- | ---------- | ------ |
| 28/04/00 |                     | Eugi    | Armendariz | 22-09  |
| 29/04/00 |                     | Arretxe | Errasti    | 22-14  |
| 22/04/00 |                     | Beloki  | Goñi II    | 22-12  |
| 23/04/00 |                     | Elkoro  | Nagore     | 10-22  |

## Semifinales
| Fecha    | Frontón y localidad | Rojo   | Azul    | Tanteo |
| -------- | ------------------- | ------ | ------- | ------ |
| 14/05/00 |                     | Eugi   | Arretxe | 22-15  |
| 14/05/00 |                     | Beloki | Nagore  | 22-07  |

## Final
| Fecha    | Frontón y localidad      | Rojo | Azul   | Tanteo |
| -------- | ------------------------ | ---- | ------ | ------ |
| 28/05/00 | Atano III, San Sebastián | Eugi | Beloki | 22-13  |

- Datos: Q8261082